# Petrovići (gmina Podgorica)
Petrovići (cyr. Петровићи) – wieś w Czarnogórze, w gminie Podgorica. W 2011 roku liczyła 45 mieszkańców.